# Coivert
Coivert là một xã ở tỉnh Charente-Maritime trong vùng Nouvelle-Aquitaine, Pháp. Xã có diện tích 14,78  km². Sông Boutonne tạo thành phần lớn ranh giới phía đông thị trấn.